# Rio Gârla Mare
O Rio Gârla Mare é um rio da Romênia, afluente do Beica, localizado no distrito de Olt.